# Денис (Масачусетс)
Денис (енгл. Dennis) насељено је место без административног статуса у америчкој савезној држави Масачусетс.

## Демографија
По попису из 2010. године број становника је 2.407, што је 391 (-14,0%) становника мање него 2000. године.
| Група             | 2000.         | 2010.         |
| Белци             | 2.711 (96,9%) | 2.307 (95,8%) |
| Афроамериканци    | 7 (0,3%)      | 14 (0,6%)     |
| Азијати           | 13 (0,5%)     | 8 (0,3%)      |
| Хиспаноамериканци | 29 (1,0%)     | 36 (1,5%)     |
| Укупно            | 2.798         | 2.407         |